# جیپ چروکی (اس‌جی)

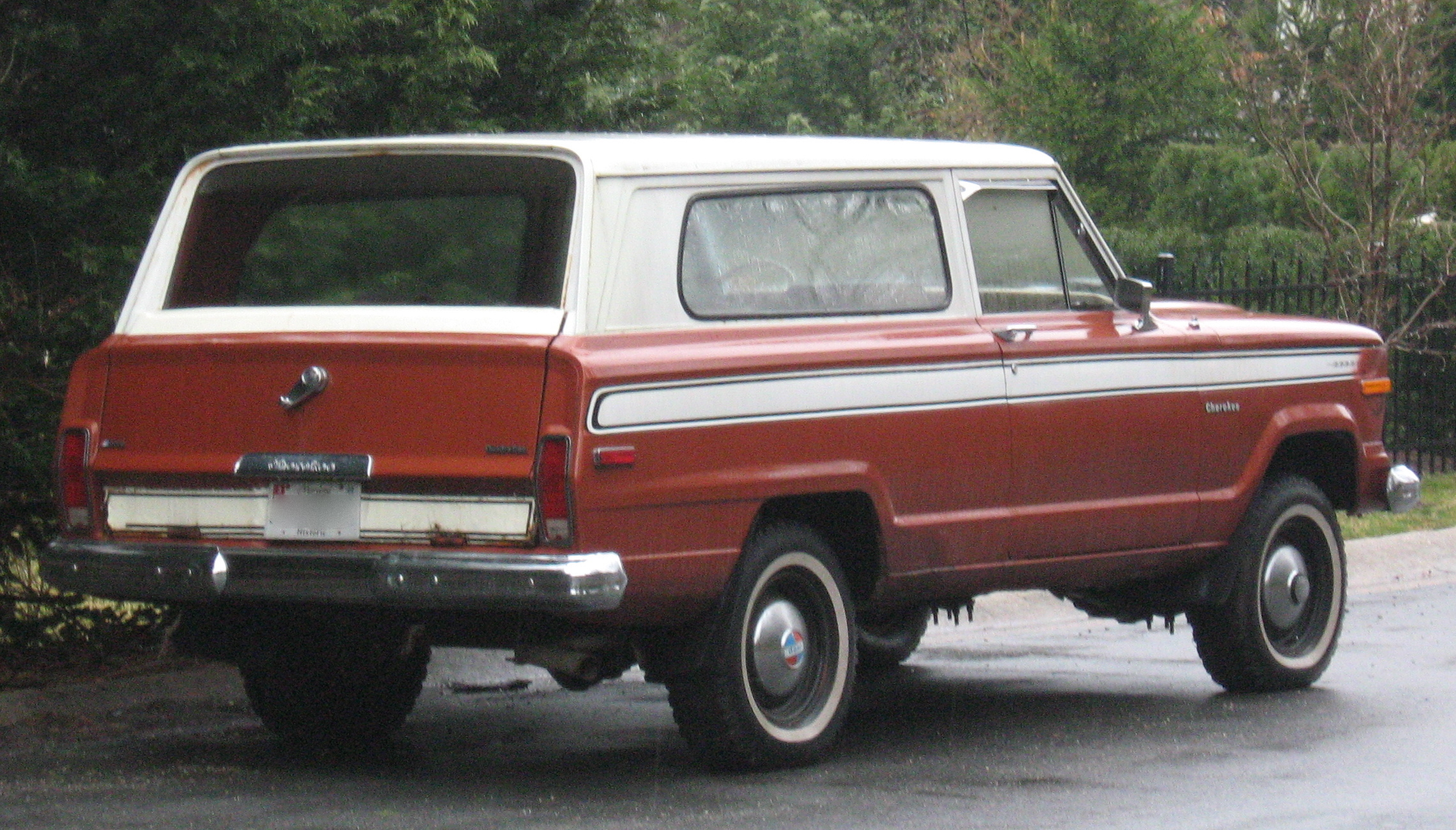
جیپ چروکی دو در

جیپ چروکی (اس‌جی) (به انگلیسی: (Jeep Cherokee (SJ) خودرویی است که در سال‌های ۱۹۷۴ تا ۱۹۸۳ توسط شرکت جیپ تولید شده‌است. طول آن در حالت طبیعی ۱۸۶٫۴ اینچ (۴٬۷۳۰ میلیمتر)، عرض آن در حالت طبیعی ۷۴٫۸ اینچ (۱٬۹۰۰ میلیمتر) و ارتفاع آن در حالت طبیعی ۶۶٫۴ اینچ (۱٬۶۹۰ میلیمتر) و وزن آن در حالت طبیعی ۴٬۵۱۴ پوند (۲٬۰۴۸ کیلوگرم) است. از نظر جعبه‌دنده در دو گونهٔ ۴ دندهٔ دستی و نیز ۳ دندهٔ خودکار ساخته شده است. این خودرو در ایران به نام جیپ آهو و چروکی چیف معروف است.